# كارول نيلسون دوغلاس
كارول نيلسون دوغلاس (بالإنجليزية: Carole Nelson Douglas)‏ (11 مايو 1944، واشنطن في الولايات المتحدة)؛ كاتِبة ومؤلِّفة وروائية أمريكية.